# سنگ‌چشم‌کوکوی رئونیون
سنگ‌چشم‌کوکوی رئونیون (نام علمی: Lalage newtoni) پرنده‌ای از سنگ‌چشم‌کوکویان است. این گونه بوم‌زاد جزیره رئونیون است، جایی که به دو منطقه جنگلی کوهستانی در شمال جزیره محدود شده است. نرها در بالا خاکستری تیره و زیر خاکستری کم‌رنگ هستند، در حالی که ماده‌ها قسمت‌های بالایی قهوه‌ای تیره و سینه‌های رگه‌ای دارند. جمعیت رو به کاهش بوده و محدوده در حال کاهش است و در حال حاضر حدود ۱۶ کیلومتر مربع (۶٫۲ مایل مربع) و اتحادیه بین‌المللی حفاظت از طبیعت این گونه را به عنوان " به شدت در بحران انقراض " ارزیابی کرده است، با این احتمال که این پرنده توسط توفان گرمسیری از بین برود. تلاش‌های حفاظتی برای کنترل گربه‌ها و موش‌هایی که جوجه‌ها را شکار می‌کنند، انجام می‌شود و به نظر می‌رسد که این امر سبب تثبیت جمعیت شده است.